# Слушай песню ветра
«Слушай песню ветра» (яп. 風の歌を聴け Кадзэ но ута о кикэ) — первый роман японского писателя Харуки Мураками, написан в 1979 году и издан в июне этого же года в журнале «Гундзо». Этот роман является первым романом из цикла произведений «Трилогия Крысы», объединённых судьбой одного героя — Крысы, вслед за «Слушай песню ветра» Мураками написал продолжения «Пинбол 1973», «Охота на овец» и «Дэнс, дэнс, дэнс».
Роман почти не содержит связного сюжета, и в основном состоит из разговоров и размышлений героев. Между тем в нём уже закладываются сложные основы сюжета последующих романов серии.
По книге в 1981 году был снят одноимённый фильм режиссёром Кадзуки Омори.
Автор перевода романа на русский язык — Вадим Смоленский.
Название взято из последней фразы рассказа Трумена Капоте «Закрой последнюю дверь».

## Написание
1 апреля 1978 года Харуки Мураками посетил бейсбольный матч Yakult Swallows на стадионе «Мейдзи Дзингу». Тогда ему пришла идея написать книгу. Работая вечерами в своём джаз-баре, Мураками закончил текст в течение 4 месяцев. Не зная, как правильно писать, он придумал для себя собственную технику письма — сначала создавать главу на английском, а потом переводить её на японский язык.

## Сюжет
Сюжет «Слушай песню ветра» происходит в 1970 году, с 8 по 27 августа. Главный герой — 21-летний рассказчик, студент Токийского университета. Имя его не раскрывается не только в этой, но и в последующих книгах. Всего в романе около 40 глав и 130 страниц. Регулярно упоминаются моменты обычной жизни — готовка еды, прогулки, прослушивание музыки.
У главного героя есть друг по прозвищу Крыса. Он — студент и завсегдатай «Джейз Бара», выражающий отчуждение от общества.
История начинается с того, что рассказчик прибывает на каникулы в свой родной город — Кобе, где регулярно пьет в «Джейз Баре» с Крысой. Однажды главный герой просыпается в собственной кровати с девушкой, о которой ничего не знает. Рассказчик заметил, что на одной руке у неё нет мизинца. Когда она просыпается, он рассказывает, что обнаружил её в пьяной в туалете бара и, чтобы не оставлять там, привез к себе домой. Позже он сталкивается с этой девушкой в музыкальном магазине, где она работает, а также несколько раз говорит с ней по телефону. Крыса в это время переживал из-за неизвестной главному герою девушки. Рассказчик однажды встречает девушку без мизинца в ресторане. После прогулки она рассказывает ему, что недавно сделала аборт.
Когда главный герой вернулся в Кобе зимой, он не нашёл девушку ни в её квартире, ни в магазине, где она работала. Рассказчик через некоторое время женился и переехал в Токио. Крыса же регулярно писал романы и отправлял их главному герою на каждое рождество.
В конце истории рассказчик пишет о том, что большое влияние на него оказал писатель Дерек Хартфильд. Главный герой несколько раз цитирует Дерека, описывает сюжет одного из его научно-фантастических рассказов и даже повествует о том, как побывал на его могиле. Дерек Хартфильд — полностью выдуманный Мураками человек.